# Nasr (auto)

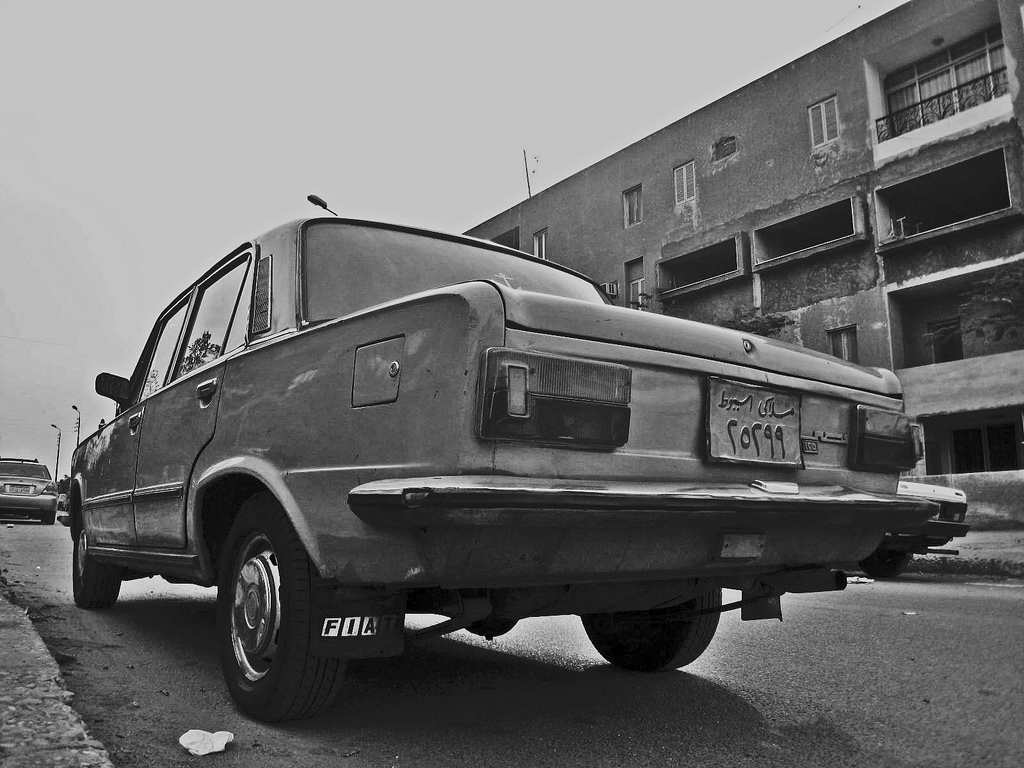
Nasr 125

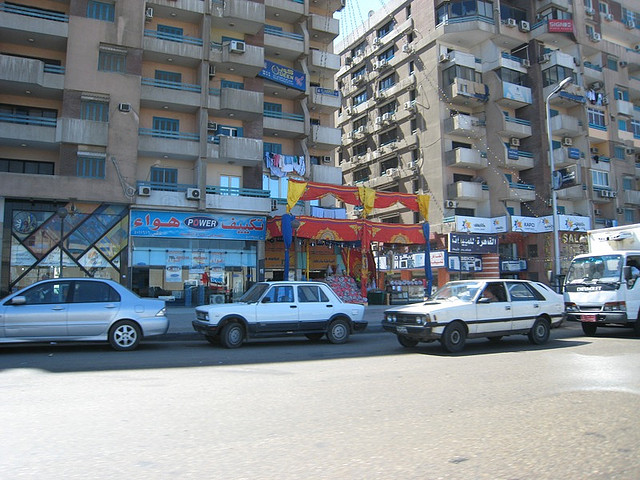
Nasr 128 GLS en Nasr Polonez MR'83 in Cairo

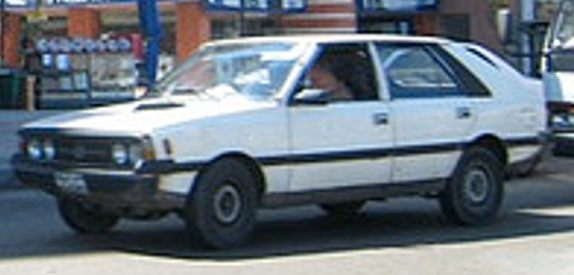
Nasr Polonez MR'83 in Cairo

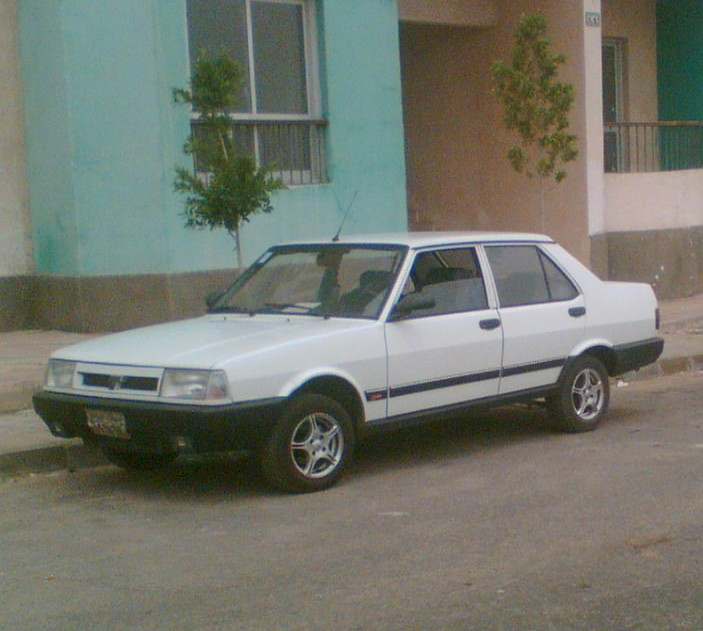
Nasr Sahin Dogan

Nasr, (Arabisch: النصر, voluit: El Nasr Automotive Manufacturing Company) was de nationale automobielfabriek van Egypte, opgericht in 1960 in Helwan. Het staatsbedrijf bouwde licentie-uitvoeringen van diverse Fiat-, Polski Fiat-, FSO- en  Zastava-modellen. Vanaf 1995 werd een serie door Fiat ontworpen auto's onder een licentie  van de Turkse autofabrikant Tofaş gebouwd. In 2001 begon Nasr de Florida te produceren onder licentie van de Servische firma Zastava.

## Geschiedenis
Nasr was een vervanger van de kort gebouwde Ramses Gamila (ook door de staat geproduceerd), in feite een kopie van de NSU Prinz. De Nasr was bedoeld als een betaalbare auto voor modale verdieners, hoewel hij nog steeds te duur was voor een groot deel van de Egyptische bevolking. Het oprichten van het bedrijf was ook onderdeel van een algemeen industrialiseringsproces na de Egyptische Revolutie van 1952, waarna miljoenen Egyptenaren naar de stedelijke gebieden trokken om te gaan werken in nieuwe fabrieken en industriecentra.
De beslissing om buitenlandse modellen in licentie te gaan bouwen onder de merknaam Nasr was primair gebaseerd op de wens om ontwikkelings- en ontwerpmoeilijkheden te vermijden, die gepaard waren gegaan met eerdere pogingen om een eigen autoproductie op te zetten. Daarnaast waren de compacte en verhoudingsgewijs betaalbare  Fiat-gebaseerde auto's  (geproduceerd in samenwerking met  het Poolse FSO en het Joegoslavische Zastava) zeer geschikt voor de Egyptische markt. Nasr zou later uitbreiden met de productie van bedrijfs- en vrachtwagens.
Toen de jaren verstreken begonnen voor  Nasr's best verkopende model, de 128 GLS, de jaren te tellen, zijn vormgeving was sinds de jaren zeventig niet gewijzigd. Daarom startte Nasr de productie van een serie nieuwe modellen. Deze waren opnieuw gebaseerd op bestaande Fiat-modellen, waaronder de Regata, en op Fiat gebaseerde modellen via een Tofaş-licentie, in het bijzonder de 131 en Şahin. Begin 21e eeuw werd de relatie met Zastava uitgebreid met de productie van de Nasr Florida.
Nasr behield in Egypte lange tijd een sterke positie door de grote merkbekendheid en concurrerende prijs ten opzichte van buitenlandse automodellen. De verouderde modellen (vooral qua veiligheid en comfort) en de toegenomen verkrijgbaarheid van buitenlandse merken uit het lagere tot middensegment (zoals Dacia en Škoda) verzwakten de concurrentiepositie van Nasr. De productie werd in 2009 gestaakt.

## Belangrijkste modellen
- Nasr 1100 (?-?; Fiat 1100-licentie)
- Nasr 1300/1500 (?-?; Fiat 1300/1500-licentie)
- Nasr 125 (1979–2001; Polski Fiat 125p-licentie)
- Nasr 133 (?-?; Fiat 133-licentie)
- Nasr Sahin Regata (1983–2001; Fiat Regata-licentie)
- Nasr Polonez MR'83 (1983–1992; FSO Polonez MR'83-licentie)
- Nasr Polonez MR'89 (1989–1992; FSO Polonez MR'89-licentie)
- Nasr Florida 1400 (2001–2006; Zastava Florida In-licentie)
- Nasr 128 GLS 1300 (1979–2009; Fiat 128-licentie)
- Nasr Sahin Kartal (1995–2001; Tofaş 131 Kartal-licentie, gebaseerd op de Fiat 131)
- Nasr Sahin Dogan (1995–2006; Tofaş 131 Doğan-licentie, gebaseerd op de Fiat 131)
- Nasr Sahin 1400 SL (1995–2009; Tofaş Şahin-licentie, gebaseerd op de Fiat 131)
- Nasr Sahin 1600 SL (2006–2009; Tofaş Şahin-licentie, gebaseerd op de Fiat 131)